# Jezioro Bielskie
Jezioro Bielskie – jezioro w woj. wielkopolskim, w powiecie międzychodzkim, w gminie Międzychód, położone na południe od wsi Bielsko, leżące na terenie Pojezierza Poznańskiego.

## Dane morfometryczne
Powierzchnia zwierciadła wody według różnych źródeł wynosi od 74,0 ha przez 78,0 ha do 84,64 ha.
Zwierciadło wody położone jest na wysokości 34,5 m n.p.m. lub 35,9 m n.p.m. Średnia głębokość jeziora wynosi 5,1 m, natomiast głębokość maksymalna 17,7 m.
W oparciu o badania przeprowadzone w 2002 roku wody jeziora zaliczono do III klasy czystości.
Jest to drugie pod względem powierzchni jezioro gminy Międzychód.
Na wschodnim brzegu jeziora leży rezerwat „Kolno Międzychodzkie”, atrakcyjny turystycznie i przyrodniczo fragment gminy.